# Nops anisitsi
Nops anisitsi (лат.) — вид мелких пауков рода Nops из семейства Caponiidae Южная Америка: эндемик Парагвая. Длина головогруди 2,8 мм. На головогруди имеют только 2 глаза.
Вид Nops anisitsi был впервые описан в 1916 году норвежским арахнологом профессором Эмбриком Странном (Embrik Strand, 1876—1947). Таксон Nops anisitsi включён в состав рода Nops MacLeay, 1839 вместе с Nops bellulus, Nops branicki, Nops blandus и другими видами и назван в честь профессора Йохана Аниситса (Johann Daniel Anisits).